# Lisa Kränzler

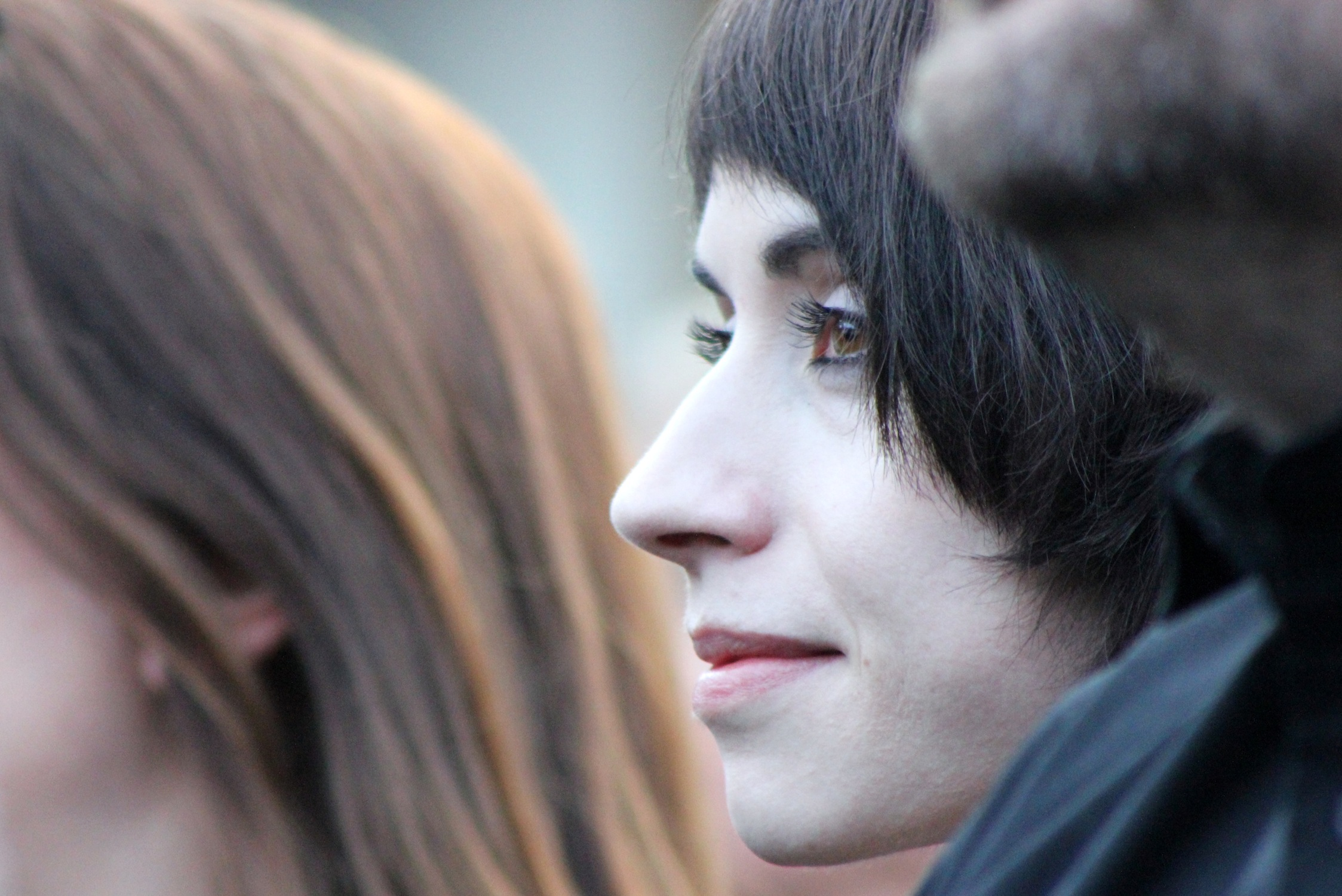
Lisa Kränzler, Leipziger Buchmesse 2013

Lisa Kränzler (* 25. Dezember 1983 in Ravensburg) ist eine deutsche Schriftstellerin und bildende Künstlerin.

## Werdegang
Lisa Kränzler wuchs in Baindt auf und besuchte von 1994 bis zum Abitur 2003 das Gymnasium Weingarten. Ab 2005 studierte sie Freie Kunst (Studiengang Malerei/Grafik) an der Staatlichen Akademie der Bildenden Künste in Karlsruhe bei Anselm Reyle, Günter Umberg, Andreas Karl Schulze, Rainer Splitt sowie Tatjana Doll und schloss 2010 mit Diplom ab. 2010/11 war sie Meisterschülerin bei Tatjana Doll.
Im Februar 2012 veröffentlichte Kränzler ihren Erstlingsroman Export A über eine sechzehnjährige Austauschschülerin in Kanada. 2012 gewann sie den im Rahmen des Wettbewerbs um den Ingeborg-Bachmann-Preis vergebenen 3sat-Preis. Ihr zweiter Roman Nachhinein war 2013 in der Kategorie Belletristik für den Preis der Leipziger Buchmesse nominiert.
Das 2014 edierte dritte Werk Lichtfang stellt sich als Verarbeitung realer Erlebnisse in ihrer Heimat im Schussental dar.
2014 erhielt sie das Märkische Literaturstipendium und den Reinhold-Schneider-Förderpreis. 2016 folgte der Kunstpreis der Werner-Stober-Stiftung.
2019 erschien ihr vierter und mit über 600 Seiten bislang umfangreichster Roman Coming of Karlo. Jana Felgenhauer schrieb bei Spiegel Online über das Buch: „Kränzler knetet Wörter zu Satzkunstwerken, ihre Gedanken sind klug, abwegig, irre und schlichtweg schön, man möchte das ganze Buch zitieren.“ Einige Wochen später ernannte die Redaktion von Spiegel Online den Roman zu einem der „25 Bücher der Saison“, also zu einem der besten Bücher des Frühjahrs 2019. Für dieses Buch wurde sie im Juni 2019 mit dem erstmals vergebenen Meißener Literaturpreis ausgezeichnet. 2025 erhielt sie für ihr Werk ''Mariens Käfer'' den Fontane-Literaturpreis 2025 der Stadt Neuruppin.
Lisa Kränzler lebt nach Stationen in Freiburg im Breisgau, Karlsruhe und Hamburg nun in Dresden.

## Werke
- Export A. Verbrecher Verlag, Berlin 2012, ISBN 978-3-943167-03-0.
- Nachhinein. Verbrecher Verlag, Berlin 2013, ISBN 978-3-943167-16-0.
- Lichtfang. Suhrkamp Verlag, Berlin 2014, ISBN 978-3-518-42445-2.
- Kränzler, Lisa (Katalog). Verbrecher Verlag, Berlin 2016, ISBN 978-3-95732-183-1.
- Manifest. (mit Tomaso Carnetto). Verbrecher Verlag, Berlin 2016, ISBN 978-3-95732-214-2.
- Coming of Karlo. Roman. Verbrecher Verlag, Berlin 2019, ISBN 978-3-95732-370-5.
- Noon. Roman. Verbrecher Verlag, Berlin 2022, ISBN 978-3-95732-515-0.
- Mariens Käfer. Kunstmärchen. Verbrecher Verlag, Berlin 2024, ISBN 978-3-95732-594-5.

## Auszeichnungen
- 2012: Nominierung für den Klaus-Michael-Kühne-Preis
- 2012: 3sat-Preis des Ingeborg-Bachmann-Preises
- 2013: Nominierung für den Rauriser Literaturpreis
- 2013: Nominierung für den Preis der Leipziger Buchmesse
- 2014: Förderpreis des Reinhold-Schneider-Preises
- 2014: Märkisches Stipendium für Literatur
- 2016: Kunstpreis der Werner-Stober-Stiftung
- 2019: Meißener Literaturpreis
- 2025: Fontane-Literaturpreis der Fontanestadt Neuruppin und des Landes Brandenburg[10]